# Чиргаланди
Чиргаланди (рос. Чыргаланды) — сільське поселення (сумон), яке входить до складу Тес-Хемського кожууна Республіки Тива Російської Федерації. Адміністративний центр — село Бельдир-Ариг.

## Населення
Населення сумона станом на 1 січня року
| Рік    | 2011 | 2012 | 2013 | 2014 | 2015 |
| ------ | ---- | ---- | ---- | ---- | ---- |
| Насел. | 1036 | 1042 | 1072 | 1083 | 1105 |